# Грациан (узурпатор)
Грациан (лат. Gratianus, полная форма имени неизвестна) — римский император-узурпатор в 407 году.
Грациан — представитель городской аристократии и бритт по происхождению был провозглашён императором по воле мятежных британских легионов, заменив на этом месте Марка. После четырёх месяцев правления он был убит, так как британские легионеры хотели оставить Британию и пересечь пролив, чтобы защитить Галлию от нападения варваров, а Грациан отказал им в этом. После него императором стал Константин III.
Грациан — персонаж валлийских легенд. Гальфрид Монмутский упоминает его в списке легендарных королей Британии под именем Грациан Вольноотпущеник.